# Hair (oficial de Papa)
Hair (em armênio: Հայր; romaniz.: Hayr) foi um oficial eunuco do século IV, ativo durante a regência da rainha Farranzém (r. 368–370) e no tempo do rei Papa (r. 370–374). Hair não era seu nome, mas o título de grão-camareiro da Armênia. Teve algum papel no Cerco de Artogerassa (368–370) conduzido pelas tropas do Império Sassânida e foi executado por isso.

## Contexto
Em meados do século IV, o Reino da Armênia era governada pelo rei pró-romano Ársaces II (r. 350–368). No entanto, com a morte do imperador Juliano (r. 361–363) na Batalha de Samarra em 363, as forças romanas se retiraram da Armênia, expondo-a ao Império Sassânida. Isso forçou Ársaces, assim como muitos nobres armênios, a partir à corte persa em Ctesifonte para jurar lealdade ao xainxá Sapor II (r. 309–379). Porém, a recusa de Ársaces em aceitar as exigências de Sapor resultou em sua prisão no Castelo do Esquecimento, enquanto Vasaces foi torturado até a morte. Com a eliminação de Ársaces (que decidiu se suicidar), Sapor enviou tropas à Armênia.

## Vida
A viúva de Ársaces, a rainha Farranzém, organizou a resistência e enviou uma delegação sob o comando do asparapetes Musel I aos romanos para pedir ajuda em nome de seu herdeiro Papa, mas eles estavam relutantes em se envolver na guerra e apoiar a Armênia, que já estava devastada pelas forças iranianas. Hair aparece no Cerco de Artogerassa (368–370) conduzido pelos generais do Império Sassânida, quando entrou secretamente no forte e insultou Farranzém ao chamá-la de prostituta e os arsácidas, ao alegar que estavam esperando julgamento e desgraça e perderiam suas terras. Antes de sair, disse: "O que ocorreu com ti foi justo, e é assim que vai ocorrer". No reinado de Papa (r. 370–374), Hair circulou por seu principado em Taraunitis. À época, Musel I estava em Olana e recebeu ordens para matá-lo com severidade pelos insultos a Farranzém. Musel convocou-o, sob pretexto de que iria exaltá-lo. Ao chegar, foi capturado pelas tropas de Musel, que amarram suas mãos abaixo dos joelhos. Como era inverno e o Eufrates estava congelado, Musel ordenou que fosse colocado no rio, onde pereceu. No dia seguinte foram olhar seu corpo e notaram que seu cérebro havia escorrido por seu nariz. Cílaces foi nomeado em seu lugar.